# Felix Köchl
Felix Köchl (* 31. Mai 2002) ist ein österreichischer Fußballspieler.

## Karriere

### Verein
Köchl begann seine Karriere beim SV Mieders. 2016 kam er in die AKA Tirol. Zur Saison 2018/19 rückte er in den Kader der zweiten Mannschaft des FC Wacker Innsbruck, blieb jedoch zunächst noch bei Mieders gemeldet und spielte weiterhin in der AKA Tirol. Im Februar 2019 erhielt er schließlich einen bis Juni 2021 laufenden Vertrag bei Wacker Innsbruck.
Im April 2019 stand er gegen den SV Lafnitz erstmals im Spieltagskader von Wacker II. Im selben Monat debütierte er schließlich auch in der 2. Liga, als er am 23. Spieltag gegen den Floridsdorfer AC in der Startelf stand und in der 62. Minute durch Ertugrul Yildirim ersetzt wurde. Zur Saison 2019/20 rückte er in den Kader der ersten Mannschaft von Wacker Innsbruck. In zweieinhalb Jahren kam er zu 26 Zweitligaeinsätzen für die erste Mannschaft von Wacker.
Nachdem er in der Saison 2021/22 in der Hinrunde nur noch einmal für die Profis zum Einsatz gekommen war und primär für die drittklassigen Amateure gespielt hatte, wechselte er im Jänner 2022 innerhalb der 2. Liga zum Grazer AK, bei dem er einen bis Juni 2023 laufenden Vertrag erhielt. Die Zusammenarbeit wurde Ende Mai 2023 um eine weitere Saison verlängert. Insgesamt kam er für den GAK zu 47 Zweitligaeinsätzen. 2024 stieg er mit den Grazern in die Bundesliga auf. Daraufhin verließ er das Team aber per Vertragsende.
Im August 2024 wechselte Köchl anschließend zum Zweitligisten SKU Amstetten.

### Nationalmannschaft
Köchl spielte im April 2017 erstmals für eine österreichische Jugendnationalauswahl. Im September 2018 kam er gegen Zypern zu seinem ersten Einsatz für die U-17-Auswahl. In jenem Spiel, das Österreich mit 3:1 gewann, erzielte Köchl auch sein erstes Tor für eine österreichische Auswahl.
Im September 2019 debütierte er gegen Norwegen für die U-18-Auswahl.